# Миховил Боровчич Курир
Миховил Боровчич Курир (хорв. Mihovil Borovčić Kurir, нар. 29 вересня 1896, Спліт  — пом. 22 січня 1980, там само) —  югославський футболіст, що грав на позиції півзахисника. Відомий виступами за клуб «Хайдук», а також національну збірну Югославії. Чемпіон Югославії. 

## Клубна кар'єра
З 18-річного віку виступав у складі «Хайдука». Грав у команді до 1928 року. Був одним з провідних гравців клубу разом з такими футболістами, як Мирослав Дешкович, Янко Родін, Отмар Гаццарі, Любомир Бенчич, Вінко Радич, Мірко Боначич, Антун Боначич, Отмар Гаццарі, Шиме Подує, Велько Подує, Лео Лемешич, що протягом багатьох років складали стабільний кістяк команди. Багаторазовий чемпіон футбольної асоціації Спліта. 
В 1927 році здобув з командою перший титул чемпіона Югославії. В короткотривалому турнірі для шести учасників «Хайдук» на два очки випередив белградський БСК. Миховил зіграв у чотирьох матчах змагань і забив 1 гол. По завершенні сезону чемпіон отримав можливість зіграти у новоствореному міжнародному турнірі для провідних клубів Центральної Європи – Кубку Мітропи. У першому раунді змагань «Хайдук» двічі поступився віденському «Рапіду» (1:8, 0:1). 
Ще двічі був срібним призером чемпіонату у 1924 і 1928 роках.
Загалом у складі «Хайдука» зіграв у 1914–1928 роках 282 матчі і забив 37 м'ячів. Серед них 14 матчів і 3 голи у чемпіонаті Югославії, 38 матчів і 13 голів у чемпіонаті Спліта, 2 матчі у Кубку Мітропи, 6 матчів у Кубку югославської федерації, 222 матчів і 21 голі у інших турнірах і товариських матчах.  

## Виступи за збірну
1924 року дебютував в офіційних матчах у складі національної збірної Югославії у грі проти Австрії (1:4). В тому році зіграв проти збірної Чехословаччини (0:2). Цей матч унікальний тим, що за збірну зіграли 10 гравців «Хайдука», лише воротар Драгутин Фридрих представляв загребський ХАШК (провідним воротарем «Хайдука» у той час був італієць Отмар Гаццарі). Більше в національній команді не грав. У ті часи югославська збірна проводила порівняно невелику кількість матчів, а до її складу частіше викликали представників Загреба і Белграда, ніж гравців з провінцій. 
Виступав у складі збірної Спліта. Зокрема, у 1924 і 1925 роках у складі збірної міста (до якої, щоправда, входили лише представники «Хайдука») ставав срібним призером Кубка короля Олександра, турніру для збірних найбільших міст Югославії.

## Родина
Брат Миховила — Петар Боровчич Курир також виступав у складі «Хайдука» в середині 20-х років, ставав чемпіоном Югославії у 1927 році. Загалом за «Хайдук» він відіграв 37 матчів і забив 2 голи. 
У 50-х роках виступав у складі «Хайдука» також син - Желько Боровчич Курир (народився 1 травня 1931 року). На його рахунку 37 матчів за клуб. 
| Дата       | Місто  | Господарі | Результат | Гості          | Турнір           | Голи | Примітки |
| ---------- | ------ | --------- | --------- | -------------- | ---------------- | ---- | -------- |
| 10.02.1924 | Загреб | Югославія | 1 – 4     | Австрія        | товариський матч | -    |          |
| 28.09.1924 | Загреб | Югославія | 0 – 2     | Чехословаччина | товариський матч | -    |          |
| Усього     |        | Матчів    | 2         |                | Голів            | 0    |          |

### Статистика виступів у кубку Мітропи
| №                      | Розіграш               | Стадія                 | Дата та місце проведення | Команда 1              | Рахунок | Команда 2      | Голи |
| ---------------------- | ---------------------- | ---------------------- | ------------------------ | ---------------------- | ------- | -------------- | ---- |
| 1                      | 1927                   | 1/4                    | 14.08.1927 Відень        | Рапід (Відень)         | 8:1     | Хайдук (Спліт) |      |
| 2                      | 1927                   | 1/4                    | 21.08.1927 Спліт         | Хайдук (Спліт)         | 0:1     | Рапід (Відень) |      |
| Всього у кубку Мітропи | Всього у кубку Мітропи | Всього у кубку Мітропи | Всього у кубку Мітропи   | Всього у кубку Мітропи | 2       |                | 0    |

## Трофеї і досягнення
- Чемпіон Югославії: 1927
- Срібний призер чемпіонату Югославії: 1924, 1928
- Чемпіон футбольної асоціації Спліта: 1920-21, 1921-22, 1922-23, 1923-24, 1924-25, 1926 (в), 1926 (о), 1927 (в), 1927 (о), 1928
- Срібний призер Кубка короля Олександра: 1924, 1925